# USS Wyoming (BB-32)
El USS Wyoming (BB-32) fue el buque líder de su clase de acorazados tipo dreadnought, y fue la tercera embarcación de la Armada de los Estados Unidos en ser bautizada con el nombre del estado de Wyoming. Su quilla fue colocada en el astillero William Cramp & Sons, en Filadelfia en febrero de 1910, fue botado en mayo de 1911 y estuvo completado en septiembre de 1912. Estaba armado con una batería principal de doce cañones de 305 mm, y era capaz de alcanzar una velocidad máxima de 20.5 nudos (38 km/h). 
Durante la Primera Guerra Mundial, fue parte de la 9.ª División de Acorazados, que fue adjuntada a la Gran Flota británica como el 6.º Escuadrón de Batalla. Durante la guerra, se le ordenó principalmente patrullar el mar del Norte y escoltar convoyes que se dirigían a Noruega. Sirvió con las flotas del Atlántico y del Pacífico durante la década de 1920, y de 1931 a 1932 fue convertido en un buque escuela de acuerdo a los términos de la conferencia naval de Londres de 1930. 
Sirvió como buque escuela durante la década de 1930, y en noviembre de 1941, se convirtió en un buque de artillería. Operó principalmente en el área de la bahía de Chesapeake, donde se ganó el apodo de «Chesapeake Raider» (Corsario de Chesapeake). Con este papel, entrenó a 35 000 artilleros para la rápida flota en expansión estadounidense durante la Segunda Guerra Mundial. Continuó con esta tarea hasta 1947, cuando fue dado de baja el 1 de agosto y posteriormente fue vendido como chatarra; fue desguazado en Nueva York en diciembre del mismo año. 

## Diseño
El Wyoming tenía una eslora de 171 m, una manga de 28 m, y un calado de 9 m. Tenía un desplazamiento estándar de 26 000 toneladas largas, y de 27 243 a máxima capacidad. Era impulsado por turbinas de vapor Parsons de cuatro ejes con una potencia de 28 000 caballos de fuerza (21 000 kW). El vapor era generado por doce calderas Babcock & Wilcox de carbón que generaban una velocidad máxima de 20.5 nudos (38 km/h). Tenía una autonomía de crucero de 8000 millas náuticas (15 000 kilómetros) a una velocidad de 10 nudos (19 km/h).
Estaba armado con una batería principal de doce cañones calibre 305 mm/50 serie 7 en seis torretas dobles serie 9 en la línea central, dos de las cuales estaban colocadas en dos pares de súperfuego en la proa. Las otras cuatro torretas estaban colocadas en la popa de la superestructura en dos pares de súperfuego. La batería secundaria consistía en veintiún cañones calibre 127 mm/51 montados en casamatas a lo largo del casco.
Su cinturón blindado era de 279 mm de grosor, mientras que las torretas tenían costados de 305 mm de grosor. La torre de mando tenía costados de 292 mm de grosor.

### Modificaciones
En 1925, fue modernizado en el astillero de Filadelfia. Su desplazamiento estándar aumentó significativamente a 26 066 toneladas largas, y a 30 610 toneladas largas a máxima capacidad. Su manga se amplió a 32 metros debido a la instalación de bulges antitorpedos, y su calado aumentó a 9 metros. Sus doce calderas de carbón fueron reemplazadas por cuatro calderas de petróleo White-Foster, que habían sido destinadas a embarcaciones canceladas bajo los términos del tratado naval de Washington; su rendimiento siguió siendo el mismo que tenía con las calderas anteriores. La cubierta blindada de la embarcación fue reforzada con la adición de 89 mm de blindaje a la segunda cubierta entre las barbetas de los extremos, más 44 mm de blindaje en la tercera cubierta en la proa y la popa. La cubierta blindada sobre las salas de máquinas y de calderas fue aumentado en 19 mm y 32 mm, respectivamente. Le fueron retirados cinco cañones de 127 mm, y se le instalaron ocho cañones antiaéreos calibre 76 mm/50. El palo mayor fue retirado para proporcionar espacio para una catapulta de aviones montada en la torreta número 3 de la sección media de la embarcación.

## Historial de servicio

### Primeros años
La quilla del Wyoming fue colocada en el astillero William Cramp & Sons de Filadelfia el 9 de febrero de 1910, y fue botado el 25 de mayo de 1911. Fue completado un año y cuatro meses después, el 25 de septiembre de 1912. Después de su puesta en servicio, su trabajo de acondicionamiento fue completado en el astillero de Nueva York tres meses después. Procedió a unirse con el resto de la flota en Hampton Roads el 30 de diciembre, donde se convirtió en el buque insignia del contraalmirante Charles J. Badger, comandante la flota del Atlántico. La embarcación abandonó Hampton Roads el 6 de enero de 1913, con dirección al Caribe. Visitó el Canal de Panamá, que estaba cerca de ser completado, y participó en ejercicios de la flota en Cuba. Regresó a la bahía de Chesapeake el 4 de marzo.

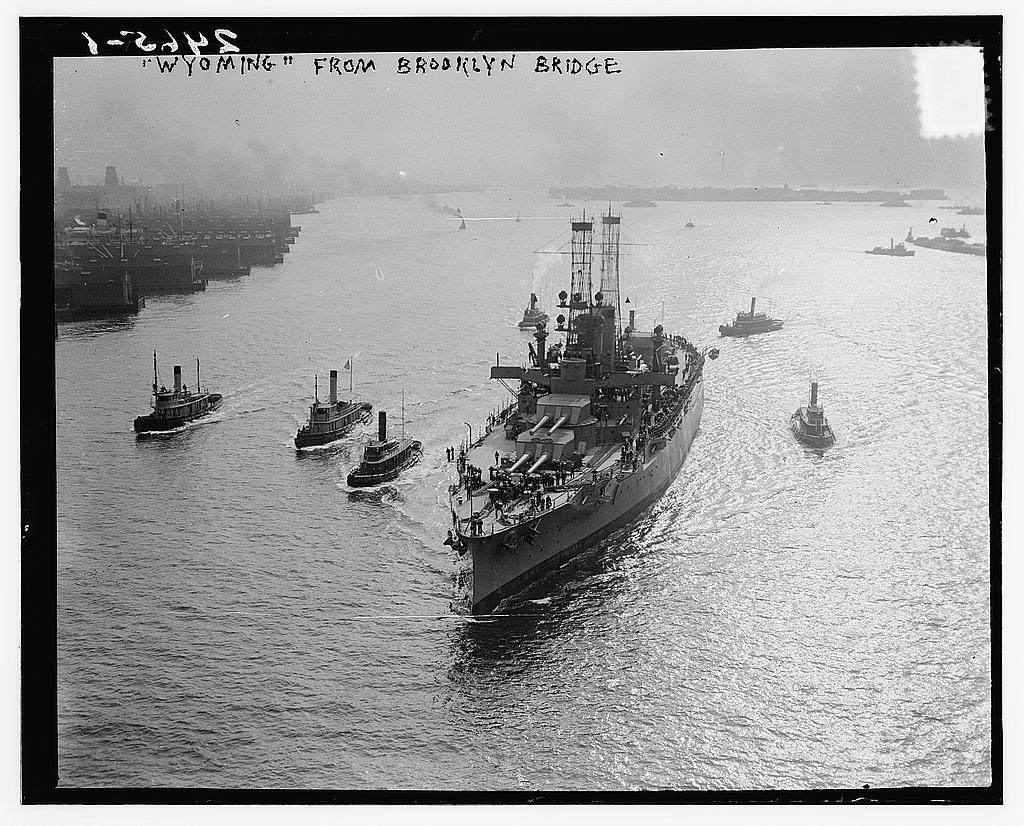
El Wyoming navegando en el río Este, 1912

Formó parte en entrenamientos de artillería en los Cabos de Virginia, y el 18 de abril entró a dique seco en el astillero de Nueva York para reparaciones, que duraron hasta el 7 de mayo. Se unió al resto de la flota para maniobras frente a Block Island, del 7 al 27 de mayo. Durante estas maniobras, la maquinaria de la embarcación demostró ser problemática, por lo que requirió reparaciones en Newport del 9 al 19 de mayo. Al final del mes, se encontraba en el puerto de Nueva York para participar en las ceremonias en honor al monumento del crucero acorazado Maine, que había sido destruido en el puerto de La Habana el 15 de febrero de 1898. El 4 de junio, el Wyoming zarpó a Annapolis, donde recogió a un grupo de cadetes de la Academia Naval para un crucero de verano de guardamarinas.
Después de regresar a los guardamarinas a Annapolis el 24 y 25 de agosto, el Wyoming formó parte de entrenamientos de artillería y torpedos las siguientes semanas. El 16 de septiembre, retornó a Nueva York para reparaciones que duraron hasta el 2 de octubre. Después, realizó pruebas de mar a máxima potencia antes de continuar a los Cabos de Virginia, donde participó en otra ronda de maniobras con la flota. Luego partió a un crucero de buena voluntad a Europa, el 26 de octubre. Viajó por el Mediterráneo, parando en La Valeta, Malta, Nápoles, Italia y Villefranche-sur-Mer, Francia. Partió de Francia el 30 de noviembre y arribó a Nueva York el 15 de diciembre. Ahí, entró de nuevo a dique seco en el astillero de Nueva York para reparaciones periódicas, que duraron hasta enero de 1914. El día 6 de ese mes, zarpó a Hampton Roads, para cargar carbón como preparativo para las maniobras anuales de la flota en el Caribe.
Los ejercicios duraron del 26 de enero al 15 de marzo, y la flota hizo base en la bahía de Guantánamo, Cuba. El Wyoming, junto con el resto de la flota, continuaron al estrecho de Tangier para entrenamientos adicionales, incluidos simulacros de artillería. El 3 de abril, abandonó la flota para una revisión en Nueva York, que duró hasta el 9 de mayo. Regresó a Hampton Roads. donde recogió a un contingente de tropas y los transportó a Veracruz, arribando el 18 de mayo. Estados Unidos había intervenido en la Revolución Mexicana y ocupó el puerto de Veracruz para proteger los intereses estadounidenses en el lugar. Navegó frente a Veracruz hasta el otoño de 1914, momento en el que regresó a los Cabos de Virginia para ejercicios. El 6 de octubre, entró a Nueva York para reparaciones, que duraron hasta e 17 de enero de 1915.
Zarpó a Hampton Roads y después a Cuba, donde se unió a la flota para maniobras anuales que duraron hasta abril. Regresó a Estados Unidos para participar en más ejercicios frente a la costa de Block Island durante varios meses, y el 20 de diciembre se dirigió a Nueva York para otra revisión. El 6 de enero de 1916, salió de dique seco y se dirigió al Caribe. Arribó a Culebra, Puerto Rico, el 16 de enero, luego visitó Puerto Príncipe, Haití el 27 de enero. Al siguiente día entró al puerto de Guantánamo para participar en maniobras de la flota hasta el 10 de abril, después de lo cual regresó a Nueva York. Le siguió otra temporada en dique seco del 16 de abril al 26 de junio. Después de regresar al servicio, participó en más maniobras frente a los Cabos de Virginia por el resto del año. Zarpó de Nueva York el 9 de enero de 1917, con rumbo a aguas de Cuba para más ejercicios que duraron hasta mediados de marzo. Abandonó Cuba el 27 de marzo, y navegaba frente a Yorktown, Virginia cuando Estados Unidos le declaró la guerra a Alemania el 6 de abril, entrando formalmente a la Primera Guerra Mundial.

### Primera Guerra Mundial

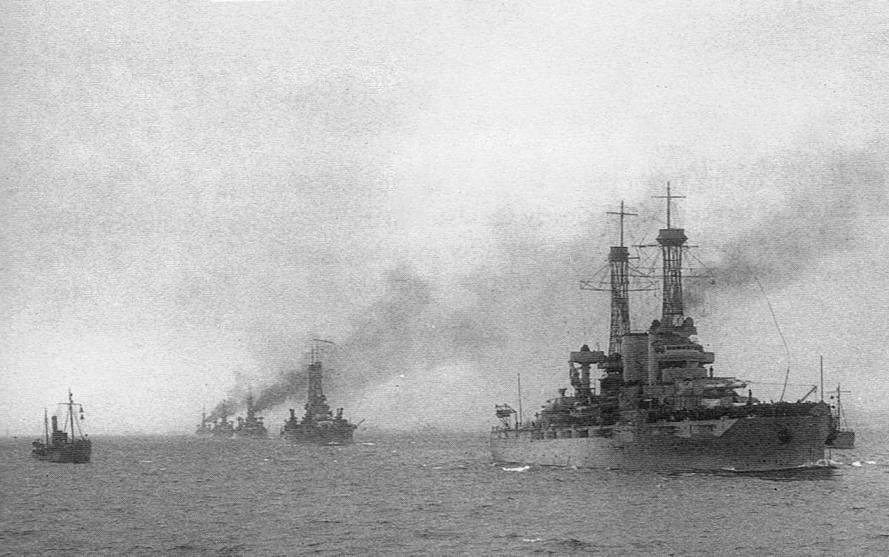
9ª División de Acorazados navegando en Scapa Flow

Los siguientes siete meses, el Wyoming operó en el área de la bahía de Chesapeake entrenando personal de sala de máquinas para la flota en expansión estadounidense. El 25 de noviembre, la 9ª División de Acorazados, compuesta en ese momento por el Wyoming, New York, Delaware y Florida partió de Estados Unidos con dirección a Inglaterra. El objetivo de la división era reforzar a la Gran Flota británica en su base de Scapa Flow. Las embarcaciones estadounidenses arribaron a Scapa Flow el 7 de diciembre, donde fueron asignadas como el 6.º Escuadrón de Batalla de la Gran Flota. Las embarcaciones realizaron simulacros con sus contrapartes británicas de diciembre de 1917 a febrero de 1918.
El 6 de febrero, el Wyoming y las demás embarcaciones estadounidenses emprendieron su primera operación en tiempos de guerra, escoltando un convoy a Stavanger, Noruega, en compañía de ocho destructores británicos. El 7 de febrero, los vigías de varias embarcaciones, incluyendo al Wyoming, creyeron avistar submarinos alemanes atacándolos con torpedos, aunque resultaron ser informes incorrectos. El convoy arribó exitosamente a Noruega dos días después; el viaje de vuelta a Scapa Flow les tomó dos días más. El Wyoming patrulló el mar del Norte por los siguientes meses, esperando divisar a la Flota de Alta Mar alemana. El 30 de junio, el 6º Escuadrón realizó una operación de colocación de minas en el mar del Norte, que duró hasta el 2 de julio. Durante la operación, algunos tripulantes reportaron de nuevo avistamientos incorrectos de submarinos alemanes, y el Wyoming abrió fuego contra los supuestos blancos. En su viaje de regreso, el escuadrón se unió al convoy HZ40, que se encontraba retornando de Noruega.
El 14 de octubre, el New York colisionó con un submarino alemán y lo hundió. Al quedar dañadas sus hélices, su mando fue transferido al Wyoming mientras estuvo en dique para las reparaciones. El 21 de noviembre, después del armisticio con Alemania que le puso fin a la guerra, el Wyoming y la flota Aliada de cerca de 370 buques de guerra, se encontraron con la Flota de Alta Mar en el mar del Norte y la escoltaron hasta su internamiento en Scapa Flow. El 12 de diciembre, el Wyoming, buque insignia del contraalmirante William Sins, nuevo comandante de la 9ª División, partió de Inglaterra a Francia. Ahí, se encontró con el transatlántico George Washington frente a la costa de Brest, que transportaba al presidente Woodrow Wilson para las negociaciones de paz en París. El Wyoming regresó a Inglaterra dos días después, antes de partir a Estados Unidos, arribando a Nueva York el 25 de diciembre. Permaneció ahí durante año nuevo, y el 18 de enero de 1919 se convirtió en el buque insignia de la 7.ª División bajo el mando del contraalmirante Robert Coontz.

### Período de entreguerras

#### 1919 -1924

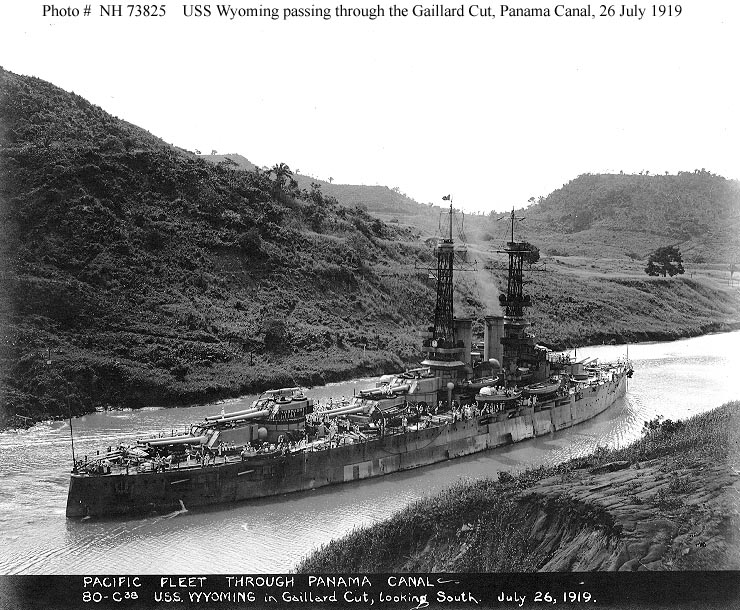
El Wyoming cruzando el Canal de Panamá, 26 de julio de 1919

El 1 de febrero, el Wyoming zarpó de Nueva York para unirse a las maniobras anuales de la flota en Cuba, antes de retornar a Nueva York el 14 de abril. El 12 de mayo abandonó el puerto para apoyar a un grupo de hidroaviones Curtiss NC de la Armada mientras realizaban su primera travesía aérea transatlántica. El acorazado regresó a puerto el 31 de mayo, realizó entonces un crucero de entrenamiento para guardamarinas frente a la bahía de Chesapeake y los Cabos de Virginia. Después de realizar el crucero, entró a dique seco en el astillero de Norfolk el 1 de julo para una modernización para su servicio con la flota del Pacífico. Su batería secundaria fue reducida a dieciséis cañones de 127 mm. Al salir del astillero, se convirtió en el buque insignia de la 6ª División de la recién designada flota del Pacífico. El 19 de julio, junto con el resto de la flota, partió a la costa este con destino al Pacífico. Las embarcaciones transitaron por el Canal de Panamá, y arribaron a San Diego, California, el 6 de agosto.
El 9 de agosto, el Wyoming se dirigió a San Pedro, donde hizo base por un mes. Zarpó al astillero de Puget Sound para una revisión que duró hasta el 19 de abril de 1920. El 4 de mayo, regresó a San Pedro y continúo con su rutina normal de maniobras con la flota frente a la costa de California. El 30 de agosto, abandonó California con destino a Hawái, donde participó en más ejercicios de entrenamiento durante septiembre. Regresó a San Diego el 8 de octubre para más maniobras frente a la costa. Zarpó de San Francisco el 5 de enero de 1921 para un crucero por Centro y Sudamérica; el viaje terminó en Valparaíso, Chile, donde pasó revista para el presidente Arturo Alessandri Palma, el 8 de febrero. Después regresó al norte, arribando a Puget Sound para reparaciones el 18 de marzo.
El 2 de agosto, el Wyoming estuvo en Balboa, en la zona del Canal, donde recogió al contraalmirante Rodman y a una comitiva que viajaba de Perú a Nueva York. Arribó el 19 de agosto y se reunió con la flota del Atlántico. Pasó los siguientes tres años y medio en rutinas normales y ejercicios de la flota invernales en la cosa de Cuba, seguidos de maniobras de verano en la coste este de Estados Unidos. En verano de 1924, realizó un crucero a Europa para entrenamiento de guardamarinas, y paró en Torbay, Gran Bretaña, Róterdam en Países Bajos, Gibraltar, y las Azores. En enero y febrero de 1924, la Armada realizó de manera consecutiva los ejercicios navales Fleet Problem (FT) II, III y IV. Durante las maniobras del FT III, el Wyoming, su hermana Arkansas, y los dos acorazados clase Florida sustituyeron a los nuevos acorazados clase Colorado.

#### 1925-1930

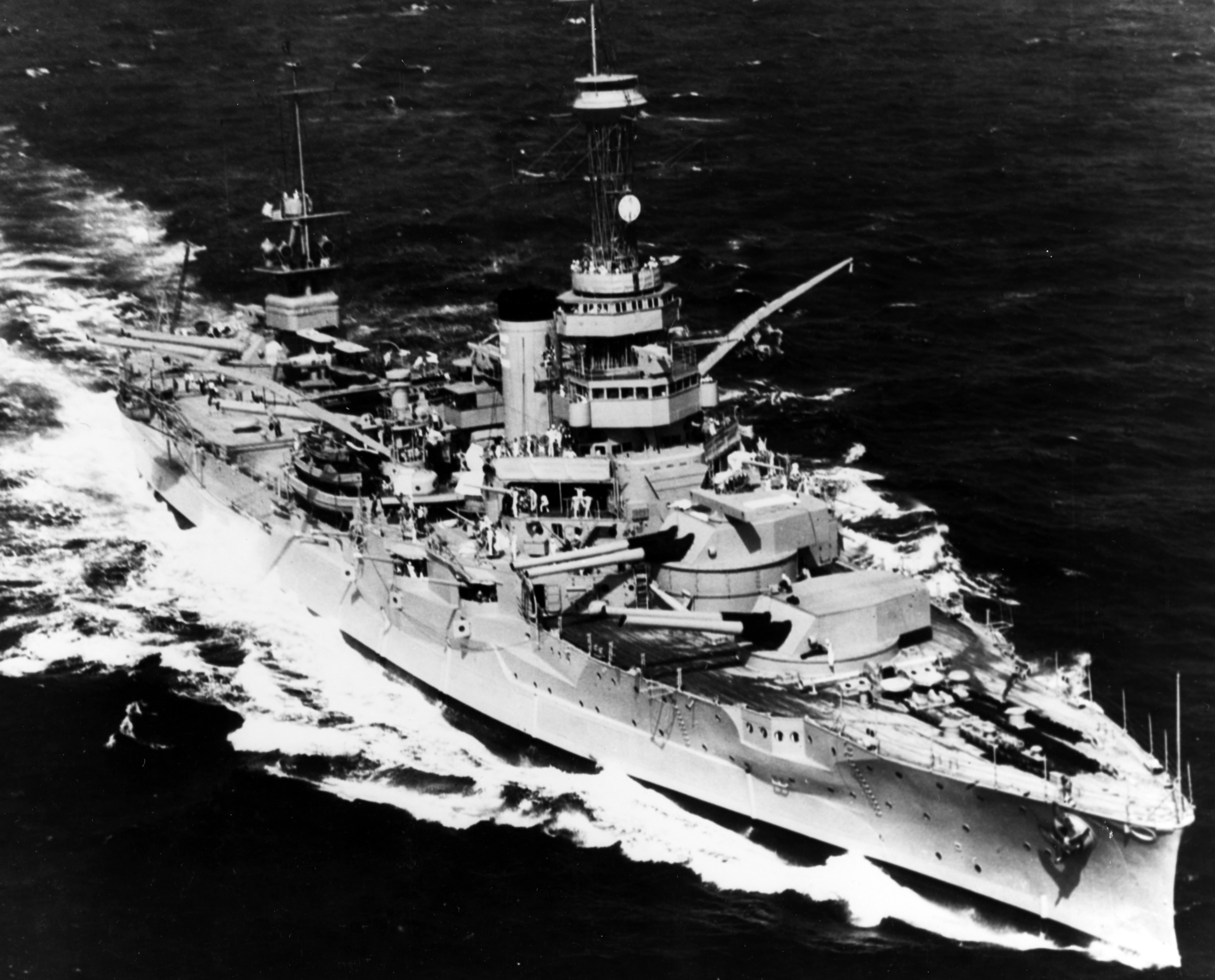
Wyoming, marzo de 1930

El 14 de febrero de 1925, cruzó de nuevo el Canal de Panamá para regresar al Pacífico. Ahí, se unió a los ejercicios de la flota frente a California. Continuó a Hawái, donde permaneció desde finales de abril hasta inicios de junio. Visitó San Diego del 18 al 22 de junio y regresó a la costa Este por la vía del Canal de Panamá, arribando a Nueva York el 17 de julio. Le siguieron dos cruceros a Cuba y a Haití, después de los cuales regresó al astillero de Nueva York para una revisión que duró del 23 de noviembre al 23 de enero de 1926.
Regresó a su rutina de maniobras invernales en el Caribe y cruceros de entrenamiento en verano. A finales de agosto se dirigió a Filadelfia para una modernización completa. Sus calderas de carbón fueron reemplazadas por modelos nuevos de petróleo, y le fueron añadidos bulges antitorpedos para mejorar su resistencia al daño subacuático. Los trabajos fueron finalizados el 2 de noviembre, tras lo cual realizó un crucero de prueba en Cuba y las Islas Vírgenes. Regresó a Filadelfia el 7 de diciembre, y dos días después regresó como buque insignia de la Flota Exploradora.
Pasó los siguientes tres años con la Flota Exploradora. Realizó cruceros con cadetes del Cuerpo de Entrenamiento de Oficiales de Reserva Naval. Estos cruceros atravesaron el Atlántico, incluyendo el Golfo de México, las Azores, y Nueva Escocia. Mientras se encontraba en uno de estos cruceros, en noviembre de 1928, recogió a ocho sobrevivientes del naufragio del transatlántico SS Vestris; los transportó a Norfolk el 16 de noviembre. El 19 de septiembre de 1930, fue transferido de la Fuerza Exploradora a la 2ª División de Acorazados, donde se convirtió en el buque insignia del contraalmirante Wat T. Cluverius. Sirvió ahí hasta el 4 de noviembre, cuando fue retirado del servicio al frente de la línea y se convirtió en buque insignia del Escuadrón de Entrenamiento, enarbolando la bandera del contraalmirante Harley H. Christy. A partir de entonces, realizó un crucero de entrenamiento en el Golfo de México.

#### 1931-1941

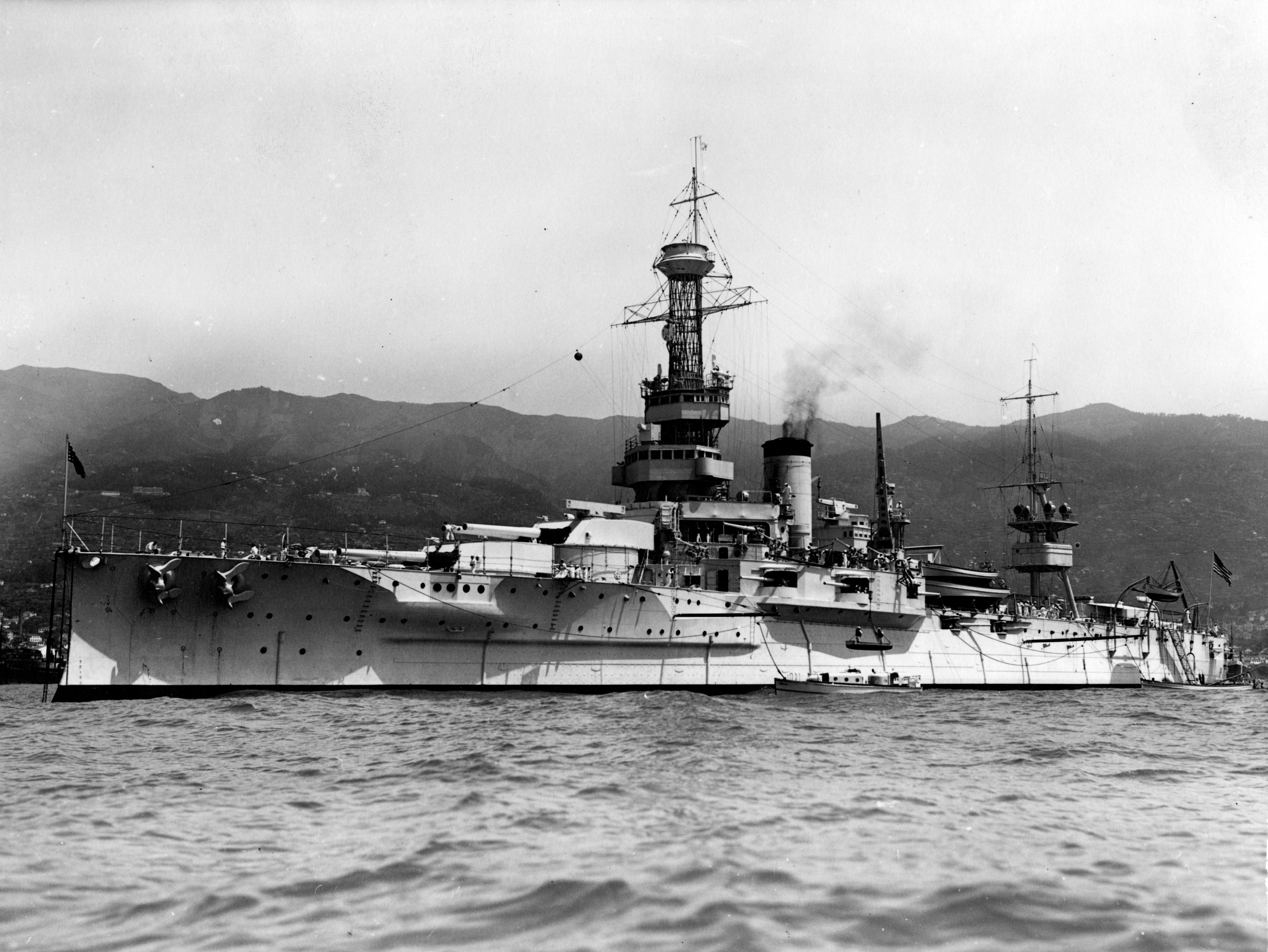
Wyoming después de su conversión a buque escuela, 1935

Después de su regreso a Filadelfia el 1 de enero de 1931, fue puesto en servicio reducido. Bajo los términos de la Conferencia Naval de Londres, firmada un año antes, el Wyoming iba a ser desmilitarizado. Durante este proceso, le fueron retirados sus bulges antitorpedos, el blindaje de sus costados, y la mitad de sus cañones de la batería principal. Regresó al servicio en mayo, y para el día 29, recogió una tripulación de guardamarinas de Annapolis para un crucero de entrenamiento a Europa, que comenzó el 5 de junio. De camino, el 15 de junio, rescató al submarino averiado O-12, y lo remolcó a Queenstown, Irlanda del Norte. En Europa, paró en Copenhague, Dinamarca; Greenock, Escocia, Cádiz, España y Gibraltar. La embarcación regresó a Hampton Roads el 13 de agosto; mientras se encontraba de crucero, fue reclasificado como «AG-17», para reflejar su nuevo papel como buque escuela.
Pasó los siguientes cuatro años realizando cruceros de entrenamiento para guardamarinas y cadetes del Cuerpo de Entrenamiento de Oficiales de la Reserva Naval hacia varios destinos, incluyendo puertos europeos, el Caribe, y el Golfo de México. El 18 de enero de 1935, transportó al 2º Batallón, 4º Regimiento de Marines, de Norfolk a Puerto Rico para ejercicios de asalto anfibios. El 5 de enero de 1937, la embarcación abandonó Norfolk y navegó al Pacífico por el Canal de Panamá. Formó parte de más ejercicios de asalto anfibio y simulacros de artillería en la Isla de San Clemente. El 18 de febrero, durante los ejercicios, explotó una munición shrapnel de 5 pulgadas mientras estaba siendo cargada en uno de sus cañones. La explosión mató a seis marines e hirió a otros once. El Wyoming zarpó inmediatamente a San Pedro y transfirió a los heridos al barco hospital Relief.
El 3 de marzo, zarpó de Los Ángeles con rumbo al Atlántico. Llegó a Norfolk el 23 de marzo, donde sirvió como buque insignia temporal del contraalmirante Wilson Brown, comandante del Escuadrón de Entrenamiento, del 15 de abril al 3 de junio. El 4 de junio, abandonó el puerto para realizar un crucero de buena voluntad a Kiel, Alemania, donde arribó el 21 de junio. Abandonó Alemania el 29 de junio, parando en Torbay, Bretaña, y Funchal, Madeira, y arribó a Norfolk el 3 de agosto. Continuó con sus tareas de buque escuela para las unidades de Reserva Marina Naval y Comercial. Regresó al astillero de Norfolk para una revisión que duró del 16 de octubre al 14 de enero de 1938.
Realizó su tarea de rutina de cruceros de entrenamiento en el Atlántico durante 1941. Los cruceros incluyeron otro viaje a Europa en 1938; transportó a guardamarinas al El Havre, Francia, Copenhague, y Portsmouth. Después del estallido de la Segunda Guerra Mundial en Europa en septiembre de 1939, fue asignado a la fuerza la reserva naval en el Atlántico, junto con los acorazados New York, Arkansas y Texas, y el portaviones Ranger. Se convirtió en el buque insignia del contraalmirante Randall Jacobs, comandante de la Fuerza de Patrulla de Entrenamiento, el 2 de enero de 1941. En noviembre, el Wyoming se convirtió en un buque escuela de artillería. Su primer crucero con este papel, comenzó el 25 de noviembre; navegaba frente a Platts Bank en el golfo de Maine cuando recibió la noticia del ataque japonés a Pearl Harbor el 7 de diciembre.

### Segunda Guerra Mundial

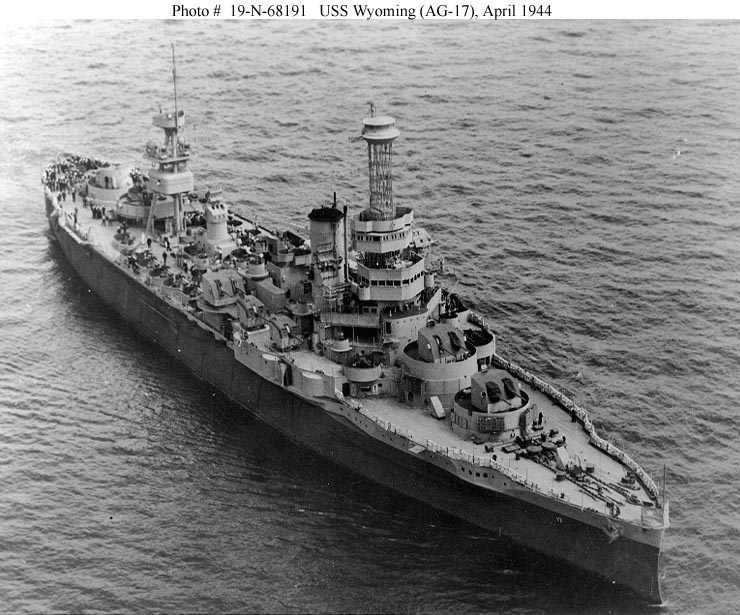
El Wyoming, abril de 1944

Después de la entrada de los Estados Unidos a la Segunda Guerra Mundial, el Wyoming realizó sus tareas de rutina como buque escuela de artillería con el Comando de Entrenamiento Operativo, Flota del Atlántico, iniciando en febrero de 1942. Operó principalmente en el área de la bahía de Chesapeake, y los avistamientos frecuentes de la embarcación navegando por la bahía, le ganaron el apodo «Chesapeake Raider». Estuvo muy ocupado entrenando a miles de artilleros antiaéreos con cañones desde calibre .50, hasta cañones de calibre mediano de 5 pulgadas para la flota estadounidense en rápida expansión. A principios de la guerra, la Armada consideró brevemente convertir al Wyoming de vuelta a su configuración de acorazado, pero el plan fue rechazado.
Estas tareas continuaron durante el resto de la guerra. La embarcación fue modernizada en el astillero de Norfolk del 12 de enero al 3 de abril de 1944; la reconstrucción eliminó las últimas tres torretas de cañones de 12 pulgadas, y las reemplazó por cuatro afustes cerrados gemelos, y dos individuales con cañones calibre 5"/38. También le fueron añadidos radares nuevos de control de disparo; estas modificaciones le permitieron al Wyoming entrenar a artilleros antiaéreos con el equipo más moderno que pudieran usar en combate con la flota. Regresó al servicio en la bahía de Chesapeake el 10 de abril. Durante la guerra, entrenó aproximadamente a treinta y cinco mil artilleros con siete diferentes tipos de cañones: de 5 pulgadas, 3 pulgadas, 1.1 pulgadas, 40 milímetros, 20 milímetros, y armas calibre .50 y .30 (7.62 mm). Por su prolongado uso como buque escuela de artillería, se ganó la distinción de disparar más municiones que cualquier otra embarcación de la flota durante la guerra.
Terminó con sus tareas de entrenamiento de artillería en el área de la bahía de Chesapeake el 30 de junio de 1945, cuando partió de Norfolk hacia el astillero de Nueva York, para modificaciones. Se completó el trabajo el 13 de julio, después de lo cual zarpó a la bahía de Casco. Ahí, se unió a la Fuerza de Tarea Compuesta 69 (CTF 69 por sus siglas en inglés), bajo el mando del vicealmirante Willis A. Lee. Se le asignó la tarea de desarrollar tácticas para enfrentarse más efectivamente contra los aviones kamikaze japoneses. Los artilleros realizaron simulacros experimentales de artillería con mangas remolcadas, aviones no tripulados, y blancos controlados remotamente. El 31 de agosto, la CTF 69 fue renombrada como Fuerza de Desarrollo Operacional de la Flota de Estados Unidos.
Continuó con esta unidad hasta el final de la guerra, y comenzó a ser utilizado para probar el nuevo equipamiento de control de fuego. En el verano de 1946, el entonces alférez Jimmy Carter, futuro presidente de los Estados Unidos, abordó la embarcación como parte de la última tripulación del viejo acorazado. El 11 de julio de 1947, el Wyoming llegó a Norfolk, donde fue dado de baja el 1 de agosto. Su tripulación fue transferida al ex-acorazado Mississippi (AG-128), que servía también como una unidad de entrenamiento de artillería. Fue retirado del Registro de Navíos el 16 de septiembre, y fue vendido como chatarra el 30 de octubre. Arribó el 5 de diciembre a Nueva York, donde fue desguazado por Lipsett, Incorporated.